# Heksenhamer

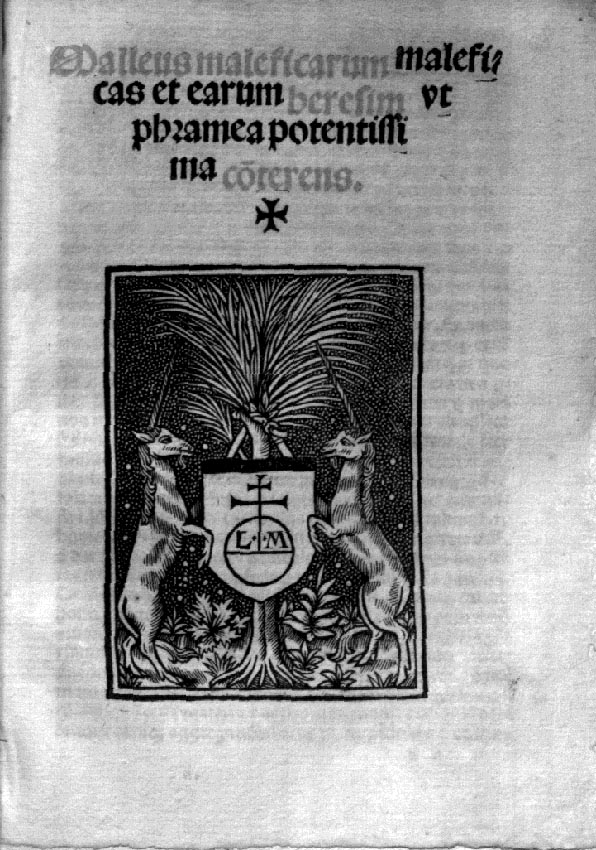
Malleus maleficarum, Lyon, 1519

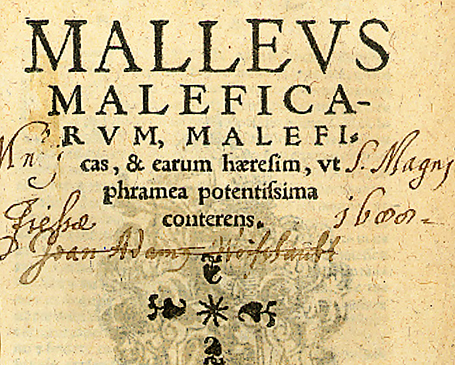
Zevende editie uit Keulen, 1520

Malleus Maleficarum, beter bekend als de Heksenhamer (letterlijke vertaling: de hamer van de opzettelijke kwaaddoensters) is een 15e-eeuws handboek voor de heksenjacht met gedetailleerde ondervraging van heksen en de meest effectieve foltermethoden. Het is geschreven in 1485-1486 door Heinrich Kramer (ook: Henricus Institoris), een dominicaanse inquisiteur. Het was een soort praktische handleiding waarmee wereldse rechters duivelaanbidders konden
bestrijden, zodat de inquisitie haar aandacht op belangrijker zaken kon richten. Kramer voegde Jacob Sprenger toe als auteur om het boek meer bekendheid te geven, hoewel die er niets mee te maken had. Het boek kwam eerst uit in Duitsland en werd snel een succes in Europa. 

## Etymologie
Malleus betekent "hamer" en malefica "boosdoeneres" (maleficarum = "van de boosdoeneressen"). Maleficium (letterlijk: kwade daad) stond toen voor de opzettelijk kwaadaardige activiteit van heksen en tovenaars, zoals het laten mislukken van oogsten en het doden van vee. Malleus kan staan voor een voorwerp waarmee men spijkers of pinnen kan slaan, maar ook voor een voorwerp waarmee men een slachtoffer bewusteloos sloeg voordat het de doodsklap kreeg.

## Inhoud
Het voorwoord kan in drieën worden verdeeld:
- De paus is bezorgd over de verspreiding van ketterij, vooral in bepaalde delen van het Duitse Rijk.
- Institoris en Sprenger zijn inquisiteur in dat gebied, maar worden tegengewerkt door bemoeizieke geestelijken en leken.
- De paus geeft een precieze omschrijving van wat Institoris en Sprenger bevoegd zijn te doen en eist dat ze niet meer worden tegengewerkt.

De eigenlijke tekst bestaat uit drie grote delen. Het eerste wil het bestaan van hekserij bewijzen, het tweede vertelt over de vormen die hekserij aanneemt en het derde deel beschrijft hoe heksen herkend kunnen worden, voorgeleid en berecht. 

### Deel I
Hekserij wordt beschreven als een nieuwe list van de duivel, die nog snel de wereld wilde veroveren, want die zou naar zijn ondergang neigen. Het was zijn eindstrijd tegen het rijk Gods. Daarom had hij een nieuwe ketterij gezaaid, erger dan alle andere: die van de hekserij. De heksen hadden een verbond met de duivel gesloten en zouden gemeenschap met hem hebben. Tot 1400 had de duivel zijn dienaren gerekruteerd tegen hun wil, maar daarna waren velen vrijwillig in zijn dienst gegaan. God stond de magiebeoefening toe om de zondaren te straffen en het geloof van de gelovigen te testen. De heksenvervolgers wilden nog vóór de wederkomst van Christus de wereld zuiveren van heksen.
Dat er in dit deel zo op gehamerd wordt dat heksen wel degelijk bestaan, is een reactie op gematigde ideeën uit die tijd die hun vraagtekens plaatsten bij het bestaan van heksen en magie. Dit gedeelte van de Malleus Maleficarum stelt dan ook zeer beslist, dat het twijfelen aan hekserij gelijkstaat aan ketterij en als zodanig vervolgd zal worden.
In Deel I komt ook het bloedrecht, een godsoordeel uit het middeleeuwse recht, ter sprake als methode om heksen te identificeren. 
Katholieken moeten aannemen dat heksen bestaan. Het is een theologische visie op magie, die het fundament van de andere twee delen moet vormen.

### Deel II
De systematische vervolging van heksen als duivelaanbidders begon in Europa al in de vroege 14e eeuw. De nadruk lag echter nog steeds op de maleficiën. Pas in de tweede helft van de 16e eeuw begon het idee van het duivelspact goed veld te winnen. In Engeland heeft dit idee pas veel later enige opgang gemaakt. In de Malleus werd de heksensabbat nog niet genoemd. 
In de Malleus maleficarum werd meer dan tot dan toe gewaarschuwd tegen de vrouw als het grootste gevaar. De vrouw zou van nature slecht, zwak en inferieur zijn. Verder zou zij ongelovig, eerzuchtig, wraakzuchtig, heerszuchtig en hebzuchtig zijn. Ondanks haar uiterlijke aantrekkelijkheid was het aan te raden om bij haar weg te blijven, want ze zou een onverzadigbare vleselijke begeerte hebben. Heksen werkten bij voorkeur in op het gebied van de voortplanting en de seksualiteit. 
Opvallend is dat bepaalde groepen als immuun voor hekserij worden verklaard:
- rechtsambtenaren,
- zij die baat vinden bij de duiveluitdrijvingen van de Kerk door besprenkeld te worden met wijwater, of door kaarsen te dragen tijdens het feest van Maria-Lichtmis of palmtakken gezegend op palmzondag,
- zij die op verschillende manieren gezegend zijn door goede engelen.

In het laatste hoofdstuk worden mannen opgenoemd die een specifieke soort van magie bedrijven:
- boogschieters die pijlen op het kruis afschieten tijdens de kerkdienst op Goede Vrijdag,
- mannen die bezweringen en talismans gebruiken,
- mannen die wapens betoveren en er zo met blote voeten over kunnen lopen.

### Deel III

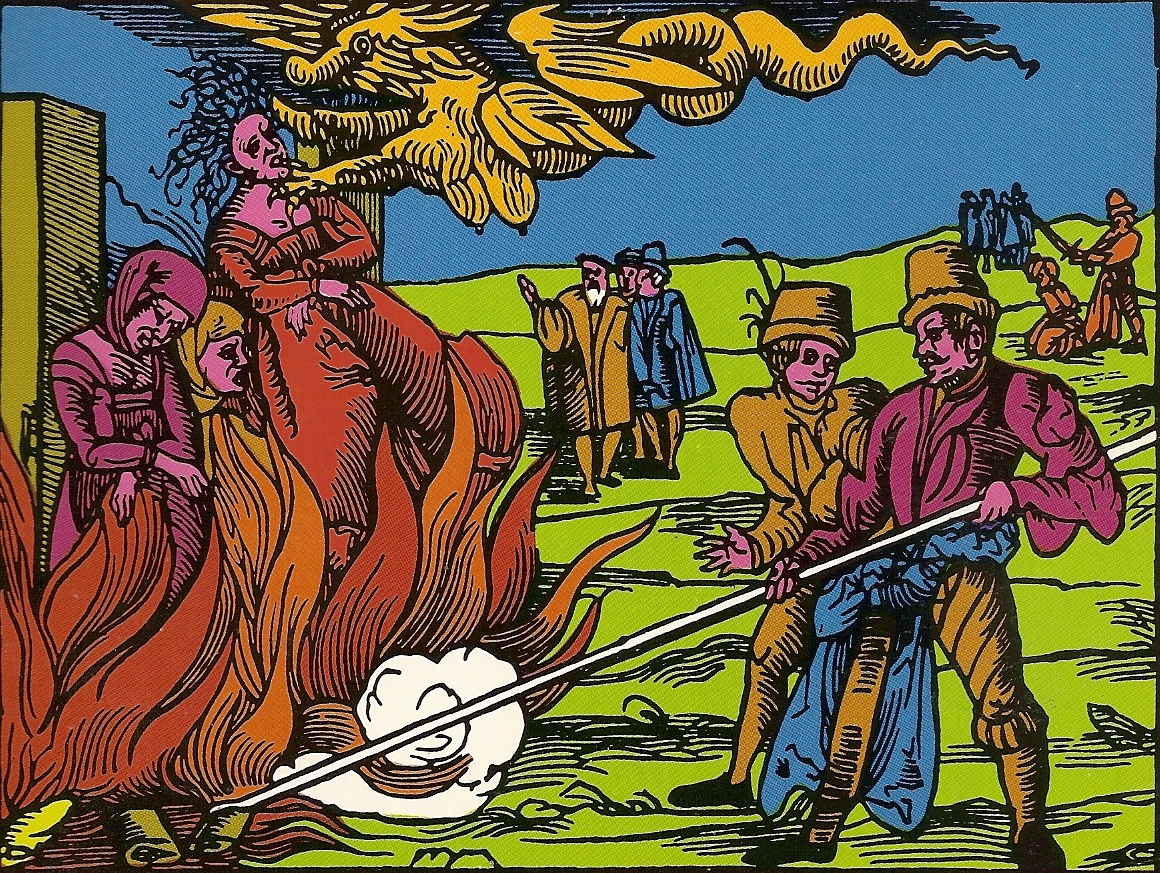
Afbeelding uit de Heksenhamer

Sectie III is het juridische deel van de Malleus Maleficarum waarin wordt beschreven hoe een heks moet worden vervolgd. De argumenten voor de lekenmagistraten die heksen vervolgen zijn duidelijk uiteengezet. Dit deel biedt een stapsgewijze handleiding voor het voeren van een heksenproces, van de methode voor het initiëren van het proces en het verzamelen van beschuldigingen, tot het ondervragen (inclusief martelen) van getuigen en de formele aanklacht tegen de verdachte. Vrouwen die tijdens hun proces niet huilden, werden automatisch als heksen beschouwd.

## Geschiedenis

### De auteur
Heinrich Kramer (Institoris) was een Dominicaanse inquisiteur en had veel ervaring met heksenprocessen. Hij had heksenprocessen geleid in het bisdom Konstanz, Brixen (augustus 1485 tot februari 1486) en in de stad Ravensburg (oktober 1484). In Ravensburg kon Institoris twee vrouwen vervolgen. In Brixen kwamen problemen, van de vijftig verdachten werden zeven vervolgd. De bisschop van Innsbruck stond sceptisch tegenover de eisen van de aanklager. Na een lange juridische strijd werden Institoris' beslissingen ongedaan gemaakt en de vrouwen werden vrijgelaten. Institoris moest zelfs de stad verlaten omdat de bisschop hem zijn veiligheid niet langer kon garanderen. Dit maakte hem nog vastberadener heksen en ketters te vervolgen.
Institoris, de schrijver van de Malleus, was een controversieel persoon. Hij stelde het gezag van de paus boven dat van de keizer. In 1473 had hij tijdens een van zijn preken de keizer beledigd en werd daarvoor in Rome op het matje geroepen, maar werd al in 1474 vrijgesproken en mocht zijn werk hervatten. Hij werd rond 1484 bij een procesreeks in Innsbruck tegengewerkt door de bisschop. Verzet tegen de heksenvervolging was echter een verschijnsel van alle tijden en streken.

### Aanbevelingen
Omdat Institoris in zijn werk veel weerstand ondervond, wendde hij zich in 1484 voor ondersteuning tot Rome. De corrupte Sixtus IV werd in dat jaar opgevolgd door Innocentius VIII. Deze schreef daarop de bul Summis desiderantes affectibus. 
Deze bul is een ondersteuning voor de heksenvervolgingen van Institoris en niet voor het boek. De wereldse leiders van het Duitse rijk worden opgeroepen om hen hierin te steunen. In deze bul werd nog geen klemtoon op vrouwen gelegd als zijnde gevoeliger voor de verleidingen van de duivel. Het ging over personen van beiderlei kunne die het geloof afzwoeren en maleficiën verrichtten. Hekserij werd in deze bul ook nog niet gezien als een nieuwe ketterij erger dan alle andere. Omdat een bul gekocht kon worden, had deze weinig uitwerking als aanbeveling bij de Malleus. 
Institoris verzocht daarop om een aanbeveling van de universiteit in Keulen. Deze werd weliswaar afgegeven, maar het betrof slechts een aanbeveling voor een beperkt publiek van geleerde mannen. Institoris vervalste deze aanbeveling door in de notariële akte van 1487 het voor te doen alsof zij voor het grote publiek bestemd was. 
Ook koning Maximiliaan deed een aanbeveling voor de Malleus.

### Jacob Sprenger
Institoris gebruikte de naam van een andere inquisiteur, Jacob Sprenger, die hoge kerkelijke ambten en veel relaties had, om zijn werk meer prestige te verlenen. Sprenger wordt in de oudere literatuur genoemd als co-auteur. Het is echter onwaarschijnlijk dat hij instemde met de publicatie. Sprenger en Institoris hadden al in 1485 - dus enkele jaren voor de verschijning van de Heksenhamer - ruzie met elkaar. De reden is niet bekend. Mogelijk speelde mee dat Sprenger een hervormer was en Institoris niet. Voor de hervormers waren armoede, onthechting, kuisheid en discipline voorname waarden. Sprenger werd tot provinciaal benoemd en kondigde beperkende strafmaatregelen af tegen Institoris. Institoris ging evenwel door met zijn werk. In 1490 bevestigde Rome de strafmaatregel. Toen Sprenger in 1495 stierf, vervielen die beperkingen. Vanaf 1496 kreeg Institoris vanuit Rome eervolle opdrachten in Venetië en in 1497 kreeg hij hoge kerkelijke ambten als inquisiteur en nuntius.

### Publicatie en drukken
De Malleus Maleficarum werd na 1521 niet herdrukt tot 1576 en daarna tot 1674 weer heel vaak. Het boek is nog steeds verkrijgbaar en wordt uitgegeven door Dover Publications (ISBN 0-486-22802-9) en is recentelijk in het Nederlands vertaald door Ivo Gay (Uitgeverij Voltaire). In Nederland is het boek verkrijgbaar bij Uitgeverij IJzer in Utrecht.
Tal van andere soortgelijke handboeken voor inquisiteurs verschenen achteraf, maar de Malleus heeft het meest bijgedragen aan de heksenvervolgingen. De verspreiding van de Malleus maleficarum werd vergemakkelijkt, doordat vanaf ca. 1460 de boekdrukkunst in gebruik was gekomen. De Malleus is mede daardoor snel populair geworden.

### Hedendaagse recensies
Het boek wordt tegenwoordig vaak bekrompen genoemd. Ook vindt men het volstrekt ondeugdelijk en gevaarlijk. De argumentatie van Institoris is warrig en hij spreekt zichzelf tegen. Zo noemt hij alle wetsdienaren onschendbaar voor hekserij, maar raadt hij aan om gezegend zout mee te nemen tijdens martelingen om niet behekst te raken.
Het boek heeft een vrouwonvriendelijke ondertoon, maar in de veertiende en vijftiende eeuw was de samenleving in het algemeen vijandig tegenover vrouwen. Institoris wil niks weten van beschuldigden die onschuldig werden verklaard en vrijgelaten, hij vindt dat men meedogenloos de dienaren van de duivel moet opsporen.
Opvallend is dat Institoris afstand neemt van het beeld van heksen die naar de sabbat vliegen en de duivel aanbidden. Hij spreekt niet over de feesten, seksuele orgieën en demonen als persoonlijke dienaar (huisgeesten). Het werk heeft veel invloed gehad, de acht edities voor het einde van de vijftiende eeuw geven aan dat het boek populair was. Het aantal gerechtelijke vervolgingen nam echter niet noemenswaardig toe, behalve in het Rijnland in 1490-1495. Pas een eeuw later kwamen de grote heksenvervolgingen.
Het boek was bedoeld als handboek voor wereldse rechters, zodat de inquisiteurs geen heksenprocessen hoefden te voeren. Tijdens het hoogtepunt van de Europese heksenvervolgingen werd het boek in katholieke streken door veel rechtbanken gebruikt als handleiding voor de heksenvervolgingen, -processen en -executies. Ongeacht of er sprake is van ketterij, wordt iedereen door een inquisitoriale rechtbank berecht. Het werk kan echter gedelegeerd worden aan de plaatselijke bisschop of burgerrechter.
Zelfs protestanten (die verder niets van de katholieken wilden weten) gebruikten het boek. Ook werd gesteld dat het té gedreven verdedigen van een beschuldigde erop zou wijzen dat de verdediger zelf behekst was. De waterproef werd aangeprezen; als de beschuldigden bleven drijven werden ze gemarteld en als ze zonken werden ze vrijgelaten. In Holland werd deze proef rond 1593 verboden, in Brabant rond 1595. In de Malleus was al afgerekend met de vuurproef.
Getuigen waren verplicht hun naam te geven en deze mocht niet geheimgehouden worden, tenzij er aanleiding was te veronderstellen dat de getuigen gevaar liepen. Getuigenissen van mensen die vijanden zijn van de beschuldigde, mogen niet worden toegelaten. De verdachte mocht een raadsman nemen. Een bekentenis was noodzakelijk; als er een bekentenis gekregen kon worden zonder marteling, moest die manier gebruikt worden. Dreigementen en beloftes mogen worden gebruikt en bezoekers mogen worden toegelaten om de verdachte te overreden.
Als marteling moest worden toegepast, moest men er zeker van zijn dat beschermingsamuletten niet gedragen werden. Er moet een verslag van de martelsessie geschreven worden. Het onvermogen te huilen van berouw werd gezien als teken van schuld. Gerechtslieden mochten zout, gezegend op palmzondag, meenemen als bescherming tegen beheksing tijdens de marteling.
Zuivering mocht niet worden gebruikt om te toetsen of een heks schuldig was, dit bestond uit onder andere een withete pook, het duel, het gevecht, kokend of ijskoud water. De duivel zorgde voor zijn volgelingen en daarmee werden deze praktijken nutteloos.

## Trivia
- Het nummer White Hammer van de progressieve rockband Van der Graaf Generator gaat over de Malleus Maleficarum. Het is te vinden op hun album The least we can do is wave at each other uit 1970.
- Het debuutalbum van de Nederlandse deathmetalband Pestilence uit 1988 heet Malleus Maleficarum.
- De punkrock band AFI heeft een lied met als titel Malleus Maleficarum. In het refrein zingt men "We all begin to burn." verwijzend naar de heksenverbrandingen.
- In 1922 maakte filmmaker Benjamin Christensen de horror-mockumentary Häxan, die gedeeltelijk gebaseerd is op de Malleus Maleficarum.